# Gizem Güneş
Gizem Güneş (* 30. November 1995 in Istanbul) ist eine türkische Schauspielerin.

## Leben und Karriere
Güneş wurde am 30. November 1995 in Istanbul geboren. Sie studierte an der Marmara-Universität. Ihr Debüt gab sie 2009 in der Fernsehserie Binbir Gece. Von 2017 bis 2018 war sie in der Serie Kanatsız Kuşlar zunsehen. 2019 bekam Güneş in dem Film Sesinde Aşk Var die Hauptrolle. 2022 trat sie in der Serie Adı Sevgi auf. Anschließend spielte sie 2023 in der Serie Avcı mit.

## Filmografie (Auswahl)
Filme
- 2011: Moya-Hitit Yıldızı
- 2019: Sesinde Aşk Var

Serien
- 2009: Binbir Gece
- 2017–2018: Kanatsız Kuşlar
- 2018: 4N1K
- 2019–2021: Kuzey Yıldızı
- 2022: Adı Sevgi
- 2022: Sadece Arkadaşız
- 2023: Avcı

## Theater
- Shrek Müzikali
- Aslan Kral Müzikali
- Allattin